# منتخب تشيلي تحت 17 سنة لكرة القدم
منتخب تشيلي تحت 17 سنة لكرة القدم (بالإسبانية: Selección de fútbol sub-17 de Chile)‏ هو ممثل تشيلي الرسمي في المنافسات الدولية في كرة القدم في فئة كرة قدم تحت 17 سنة للرجال، يديريه اتحاد تشيلي لكرة القدم.